# Йозеф Мария фон Радовиц
Йозеф Мария фон Радовиц е кариерен дипломат на Кралство Прусия и на Германската империя. Оглавява германската дипломация от ноември 1879 до април 1980 г.

## Биграфия
Син е на пруския политик и дипломат генерал-лейтенант Йозеф фон Радовиц (1797 – 1853). Завършва Кралската гимназия в Ерфурт, учи право в Бон и Берлин.
Постъпва в дипломатическата служба на Прусия през 1860 г. Заминава на задгранична работа в легацията в Константинопол, Османска империя (1861), после е на мисии в Китай (1862) и Япония, в генералното консулство в Шанхай (1864), служи в посолството в Париж (1865). По време на Австрийско-пруската война от 1866 г. е адютант на принц Фридрих Карл Пруски, после е в пруската дипломатическа мисия в Мюнхен, Кралство Бавария.
Преминава в общогерманската външна служба (Auswärtigen Amt). Генерален консул е на Северногерманския съюз в Букурещ (1870) и член на Европейската дунавска комисия. Назначен е за шарже д'афер в Константинопол (1872). Завърнал се, оглавява Ориенталския отдел в Имперската външна служба в Берлин. Определен е за пълномощен министър в Атина (1874), но остава в Берлин.
Изпратен е да отмени болния посланик в Санкт Петербург през 1875 г. Предлага германска подкрепа за интересите на Русия на Балканите в замяна на руска подкрепа на Запад за Германия. Той е посланик на Берлинския конгрес през 1878 г., където подписва Берлинския договор.
Радовиц, след смъртта на държавния секретар по външните работи (ръководителя на Имперската външна служба) Бернхард Ернст фон Бюлов, изпълнява неговите функции от 6 ноември 1879 до 17 април 1880 г. Длъжността е заета от бъдещия германски канцлер министър-председателя на Бавария принц Хлодвиг цу Хоенлое-Шилингсфюрст на 20 април 1880 г.
Управлява посолството в Париж през лятото на 1880 г. Става посланик в Константинопол през октомври 1882 г., после в Мадрид през 1892 г. Представлява Германската империя на конференцията в Алхесирас през 1906 г.